# 海因里希五世 (梅克倫堡)
海因里希五世（德語：Heinrich V.，1479年5月3日—1552年2月6日），梅克倫堡公爵，1503年至1552年在位。

## 家庭
1507年，海因里希與布蘭登堡選侯約阿希姆一世的妹妹烏爾蘇拉結婚，兩人共有1子2女：
1. 索菲（1508年—1541年）
2. 馬格努斯（英语：Magnus III of Mecklenburg-Schwerin）（1509年—1550年）
3. 烏爾蘇拉（德语：Ursula zu Mecklenburg）（1510年—1586年）

1513年，海因里希與普法爾茨選侯路德維希五世的妹妹海倫結婚，兩人共有1子2女：
1. 菲利普（英语：Philip, Duke of Mecklenburg）（1514年—1557年）
2. 卡塔里娜（法语：Catherine de Mecklembourg-Schwerin）（1518年—1581年）
3. 瑪格麗特（？年—1586年），明斯特貝格公爵因德日赫二世夫人